# Ratusz (dwutygodnik)
Ratusz – bezpłatny magazyn wydawany przez władze Warszawy w latach 1992–1998. Ukazywał się z podtytułem Dwutygodnik (Zarządu) Związku Dzielnic-Gmin Warszawy, a następnie Magazyn Miasta Stołecznego Warszawy. Zajmował się bieżącymi sprawami miasta, architekturą i urbanistyką, infrastrukturą miejską, historią, kulturą i przyrodą Warszawy oraz problematyką społeczną.
Do niektórych numerów dołączany był dodatek urbanistyczno-architektoniczny Krajobraz Warszawski.
Ratusz otrzymywały Sejm, Senat, urzędy centralne, ambasady, redakcje, biblioteki, księgarnie, muzea i hotele.
Magazyn redagowali: Wanda Kowalska, Krzysztof Kulicz, Jolanta Lewińska, Krzysztof Naumienko, Małgorzata Zdancewicz.